# Rugby a 15 nel 1972

## Eventi
- La meta da 4 punti: Dal 1º gennaio 1972 il valore della meta passa da 3 a 4 punti, per incentivare la spettacolarità del gioco alla mano.
- La crisi in Irlanda del Nord: non viene completato il programma del Cinque Nazioni 1972, a causa della Crisi Nord Irlandese, successiva al Bloody Sunday. Scozia e Galles si rifiutarono di giocare a Dublino, dopo una serie di minacce anonime. Neppure la disponibilità irlandese di giocare in campo neutro smuove le altre Union.
- Sarà la Francia a soccorrere la Irish Rugby Union, in crisi economica per i mancati incassi, accettando di giocare ad aprile un incontro supplementare.

## Attività internazionale

### Incontro celebrativo
Si disputa a Edimburgo questo incontro per festeggiare il centenario della Scottish Rugby Union
| Edimburgo 14 ottobre 1972 | Inghilterra e Galles | 21 – 30 | Scozia e Irlanda | (Murrayfield) |

### Altri tour
California in Nuova Zelanda:
| Auckland 1972 | New Zealand Māori | 28 – 21 | California |  |

### Altri test ufficiali
Su tutti spicca il test tra Irlanda e Francia, disputato per aiutare la federazione irlandese, in grave crisi economica.
| Dublino 29 aprile 1972 | Irlanda | 24 – 14 | Francia | Lansdowne Road |

| Bonn 26 marzo 1972 | Germania Ovest | 28 – 3 | Belgio |  |

| Rostock 8 ottobre 1972 | Germania Est | 20 – 12 | Danimarca |  |

| Bruxelles 11 ottobre 1972 | Belgio | 3 – 7 | Paesi Bassi |  |

| 19 novembre 1972 | Paesi Bassi | 9 – 3 | Jugoslavia |  |

| Apeldoorn 21 ottobre 1972 | Paesi Bassi | 13 – 17 | Germania Ovest |  |

| Ostritz 29 ottobre 1972 | Cecoslovacchia | 47 – 3 | Germania Ovest |  |

| Västerås 29 ottobre 1972 | Svezia | 26 – 12 | Danimarca |  |

| Bucarest 3 novembre 1972 | Romania | 10 – 11 | Germania Ovest |  |

| Bruxelles 15 novembre 1972 | Belgio | 3 – 0 | Jugoslavia |  |

| Madrid 8 dicembre 1972 | Spagna | 3 – 0 | Polonia |  |

| Amsterdam 1972 | Paesi Bassi | 42 – 0 | Uganda |  |

| Heningsdorf 1972 | Germania Est | 13 – 11 | Cecoslovacchia |  |

| 1972 | Germania Ovest | 21 – 32 | Paesi Bassi |  |

| Dresda 1972 | Germania Est | 0 – 16 | Polonia |  |

### Match semi-ufficiali
| Besançon 26 marzo 1972 | Francia XV | 35 – 9 | Germania Ovest |  |

| Hannover 26 novembre 1972 | Germania Ovest | 0 – 11 | Francia XV |  |

### Altri match
| Bruxelles 4 marzo 1972 | Belgio | 0 – 15 | Galles (Distretti) |  |

| Francoforte sul Meno 30 settembre 1972 | Assia | 9 – 15 | Belgio |  |

## La nazionale italiana
- La stagione 1972-73 si apre con un'amichevole con il gallesi dello Swansea RFC in tour in Italia, passata alle cronache per le intemperanze alcoliche dei giocatori gallesi il giorno prima della partita.

| Roma 19 settembre 1972 | Italia XV | 12 – 18 | Swansea RFC |  |

## I Barbarians
Nel 1972 la selezione ad inviti dei Barbarians disputa i seguenti incontri:
| Northampton 2 marzo 1972 | East Midlands | 17 – 22 | Barbarians |  |

| Cambridge 25 ottobre 1972 | Università di Cambridge | 14 – 37 | Barbarians |  |

| Llanelli 27 settembre 1972 | Llanelli RFC | 33 – 17 | Barbarians | Stradey Park |

| Leicester 27 dicembre 1972 | Leicester Tigers | 26 – 16 | Barbarians | Welford Road |

## Campionati e tornei nazionali
- Africa

| Sudafrica | Currie Cup | Transvaal |

- Americhe

| Argentina | Camp. di Buenos Aires | San Isidro Club    |
|           | Argentino             | Buenos Aires       |
| Canada    | Interprovinciale      | Ontario            |
| Brasile   | Campionato            | Medicina San Paolo |

- Oceania

| Nuovo Galles del Sud | Shute Shield | Sydney University |

- Europa

| Francia          | Campionato              | Beziers                 |
|                  | Challenge du Manoir     | Beziers                 |
| Galles           | Coppa                   | Neath RFC               |
| Inghilterra      | Campionato delle Contee | Gloucestershire         |
|                  | Coppa                   | Gloucester R.F.C.       |
| Irlanda          | Interprovinciale        | Leinster Rugby          |
| Italia           | Campionato              | Petrarca Padova         |
|                  | Coppa                   | Fiamme Oro Padova       |
| Portogallo       | Coppa                   | Benfica                 |
| Romania          | Campionato              | Universitatea Timisoara |
| Spagna           | Campionato              | Real Canoe              |
|                  | Copa del Rey            | Atletico San Sebastian  |
| Unione Sovietica | Campionato              | Fili                    |